# Trietilsilano
Il trietilsilano è un composto organo-silicio derivante formalmente dal silano per sostituzione di 3 atomi di idrogeno con altrettanti gruppi etile, la cui formula è (C2H5)3SiH, in genere abbreviata come Et3SiH. In condizioni normali è un liquido incolore facilmente infiammabile (punto di fiamma: -2,99 °C). È solubile in idrocarburi, idrocarburi alogenati ed etere; in parte è solubile in acqua, ma si decompone idrolizzandosi.

## Sintesi
Il trietilsilano si può  preparare facendo reagire etilene e silano in rapporto 3:1.
3 C2H4 + SiH4 → (C2H5)3SiH

## Usi
Viene spesso impiegato in sintesi organica in reazioni di riduzione, e specialmente per la idrosililazione di olefine per ottenere alchilsilani:
Et3SiH + RCH=CH2 →  Et3SiCH2CH2R
anche gli alchini possono essere idrosililati in modo analogo.

## Indicazioni di sicurezza
Il trietilsilano è disponibile in commercio. È un composto facilmente infiammabile, irritante per gli occhi, la pelle e le vie respiratorie. Non ci sono dati che indichino proprietà cancerogene. Viene considerato poco pericoloso per l'ambiente.